# Johann Jakob Sulzer (Unternehmer, 1782)

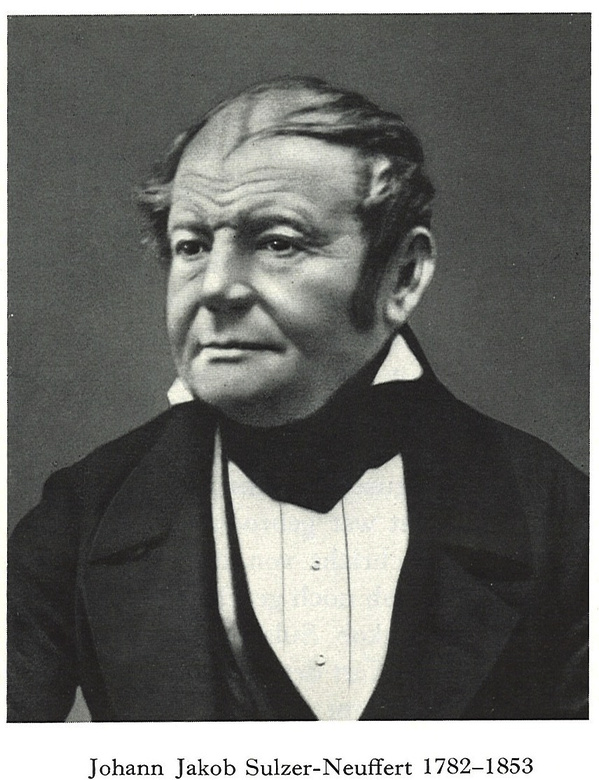
Johann Jakob Sulzer-Neuffert

Johann Jakob Sulzer, auch Johann Jakob Sulzer-Neuffert (* 8. Dezember 1782 in Winterthur; † 16. Januar 1853 in ebenda), war ein Schweizer Unternehmer, Glockengiesser und Gründer der Gebrüder Sulzer.

## Leben
Johann Jakob Sulzer wurde als Sohn des Salomon in Winterthur geboren. Er absolvierte eine Lehre in der väterlichen Giesserei als Dreher und Giesser. 1806 heiratet Sulzer Anna Catharina Neuffert, die Tochter eines Winterthurer Apothekers. 1807, nach dem Tod seines Vaters, übernahm er die Messinggiesserei am Stadtgraben, welche damals vorwiegend Glocken produzierte. Er experimentierte jahrelang mit dem Eisenguss, bis er 1827 ein befriedigendes Resultat erzielen konnte.
1834 erwarb Sulzer von der Stadt Winterthur ein Stück Land und baute mit den Söhnen Johann Jakob und Salomon Jr. eine neue Eisengiesserei auf, welche ab 1836 unter dem Namen Gebrüder Sulzer bekannt wurde. Sulzer leitete bis kurz vor seinem Tod die weiterbestehende Messinggiesserei.